# Goransko
Goransko este un oraș din comuna Plužine, Muntenegru. Conform datelor de la recensământul din 2003, orașul are 334 de locuitori (la recensământul din 1991 erau 320 de locuitori).

## Demografie
În orașul Goransko locuiesc 246 de persoane adulte, iar vârsta medie a populației este de 34,8 de ani (33,5 la bărbați și 36,0 la femei). În localitate sunt 86 de gospodării, iar numărul mediu de membri în gospodărie este de 3,87.
Această localitate este populată majoritar de sârbi (conform recensământului din 2003).
|  |

| Demografie | Demografie | Demografie |
| An         | Locuitori  | Locuitori  |
| ---------- | ---------- | ---------- |
|            |            |            |
|            |            |            |
|            |            |            |
|            |            |            |
| 1948       | 410        |            |
| 1953       | 483        |            |
| 1961       | 463        |            |
| 1971       | 378        |            |
| 1981       | 309        |            |
| 1991       | 320        | 320        |
| 2003       | 334        | 334        |

| \| Componența etnică conform recensământului din 2003[2] \| Componența etnică conform recensământului din 2003[2] \| Componența etnică conform recensământului din 2003[2] \| Componența etnică conform recensământului din 2003[2] \| Componența etnică conform recensământului din 2003[2] \| \| ----------------------------------------------------- \| ----------------------------------------------------- \| ----------------------------------------------------- \| ----------------------------------------------------- \| ----------------------------------------------------- \| \| \| \| \| \| \| \| Sârbi \| Sârbi \| \| 221 \| 66,16% \| \| Muntenegreni \| Muntenegreni \| \| 103 \| 30,83% \| \| necunoscută \| necunoscută \| \| 0 \| 0% \| |              |  |     |        |
| Componența etnică conform recensământului din 2003 |              |  |     |        |
| |              |  |     |        |
| Sârbi | Sârbi        |  | 221 | 66,16% |
| Muntenegreni | Muntenegreni |  | 103 | 30,83% |
| necunoscută | necunoscută  |  | 0   | 0%     |